# 防城起義

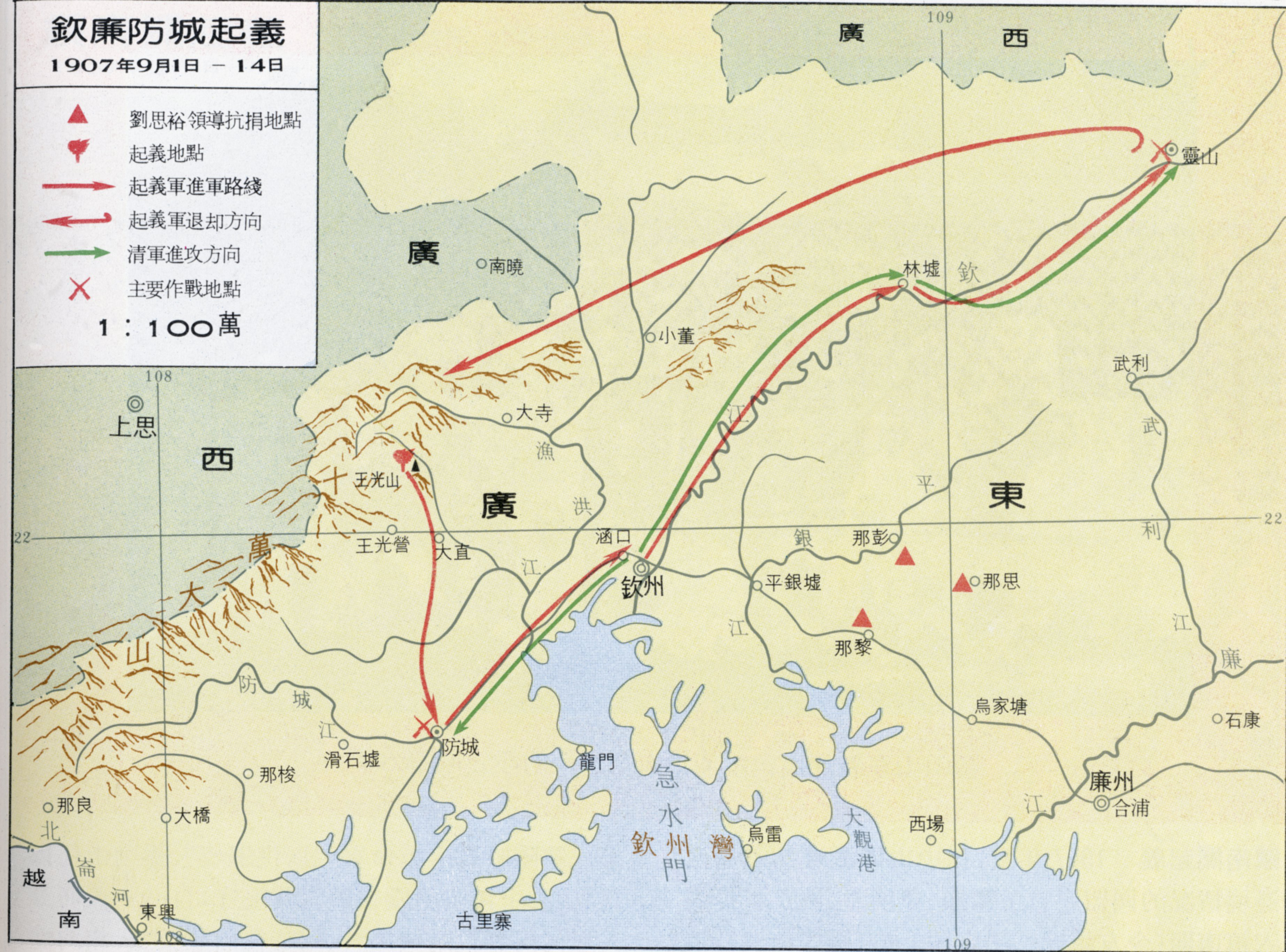
钦廉防城起义形势图

丁未欽州和防城之役是1907年孫文領導的在大清欽州和防城發動的起義。

## 背景
1907年春，孫文、黃興和胡漢民等人在越南河內設立同盟會總機關，負責部署廣東、廣西和雲南的武裝起義。同年春夏之交，广东钦州三那（那黎、那彭、那思）地区人民因糖捐苛重，推举代表数十人请求蠲减糖捐，竟被地方官府无理扣押。三那人民愤慨异常，组织“万人会”，推豪富刘思裕为首领，入城抢出代表。群众的抗捐斗争由请愿发展成为武装暴动。起义群众又推梁建葵、梁少廷赴越南河内见孙中山，请求援助。

## 過程
1907年春，广东钦州三那（那黎、那彭、那思）地区人民因糖捐苛重，推举代表数十人请求蠲减糖捐，竟被地方官府无理扣押。三那人民愤慨异常，组织“万人会”，推豪富刘思裕为首领，入城抢出代表。群众的抗捐斗争由请愿发展成为武装暴动。起义群众又推梁建葵、梁少廷赴越南河内见孙中山，请求援助。孙中山委派同盟会员王和顺为“中华国民军南军都督”，前往钦廉地区，联络民团、会党，扩大起义斗争。王和顺与新军标统赵声（同盟会员）约攻南宁，因运动南宁清军内应未果，乃更改计划。1907年9月1日，王和顺率二百余人在钦州的王光山起义，兼程袭取防城。4日防城新军倒戈内应，起义军占领防城。王和顺以“中国国民军南军都督”名义发布《告粤省同胞文》、《告海外同胞文》等文告，申明起义宗旨“以自由、平等、博爱为根本”，历数清朝罪恶，斥责立宪派。
9月5日，起義軍佔領防城，殺死知縣，起义军原拟取钦州为根据地，因黄兴策动驻军统领郭人漳反正未遂，乃转攻灵山，与清军激战三日未克。起义军进攻灵山时，郭人漳一面派兵尾追，一面乘机攻占防城，使起义军腹背受敌。9月中旬，王和顺只得宣布解散国民军，前往越南。梁建葵率余部退入十万大山。历时半月的钦廉防城起义失败。